# 헛팔다리
헛팔다리(영어: phantom limb) 또는 환상사지(幻想四肢) 또는 환상지(幻想肢)는 절단되거나 존재하지 않는 사지 중 하나 이상이 몸에 여전히 붙어 있는 것처럼 느끼는 느낌을 말한다. 절단을 받은 60~80%의 사람이 환상 감각을 느끼며 이러한 감각은 대개 헛팔다리통증이라는 고통을 유발한다. 없어진 부위는 자주 더 짧게 느껴진다. 이러한 고통은 스트레스, 불안, 날씨 변화로 인해 더 악화될 수도 있다. 환상지통은 일반적으로 간헐적으로 나타난다. 그 주기와 감각의 강도는 시간이 지남에 따라 차츰 줄어드는 것이 보통이다.

## 같이 보기
- 공감각
- 신체통합정체성장애